# Harold Preciado
Harold Preciado (Tumaco, 1 juni 1994) is een Colombiaans voetballer die bij voorkeur als aanvaller speelt. Hij stroomde in 2013 door vanuit de jeugd van Deportivo Cali.

## Clubcarrière
Preciado speelde in de jeugd bij Deportivo Cali. Op 30 juni 2013 debuteerde hij in de Colombiaanse competitie tegen Once Caldas. In 2014 werd de aanvaller verhuurd aan Jaguares de Córdoba. Hij maakte 22 doelpunten in 39 competitieduels in de Categoría Primera B, het tweede niveau in Colombia. Op 8 februari 2015 maakte hij zijn eerste competitietreffer voor Deportivo Cali tegen La Equidad. Preciado maakte in het seizoen 2015 25 competitietreffers in 45 competitieduels voor Deportivo Cali, waarmee hij topschutter werd van de Colombiaanse competitie. Tevens won hij met het team het nationale kampioenschap van de Categoría Primera A in dit jaar.
Hedendaags speelt Preciado voor Santos Laguna in de Mexicaanse competitie, Primera División (Liga MX). Begin 2025 werd Preciado geschorst door het Mexicaanse Anti Doping Comite op verdenking van het gebruik van verboden middelen.